# Vitesco Technologies
Die Vitesco Technologies Group AG war ein börsennotierter Automobilzulieferer für Antriebstechnologien. Die Vitesco Technologies Group AG fusionierte am 1. Oktober 2024 mit der Schaeffler AG.
Vitesco produzierte Systemlösungen und Komponenten für Verbrennungs-, Hybrid- und Elektroantriebe. Das Unternehmen stellte unter anderem elektronische Steuerungen, Sensoren und Aktuatoren, Bauteile zur Abgasnachbehandlung und Elektroantriebe her.

## Geschichte

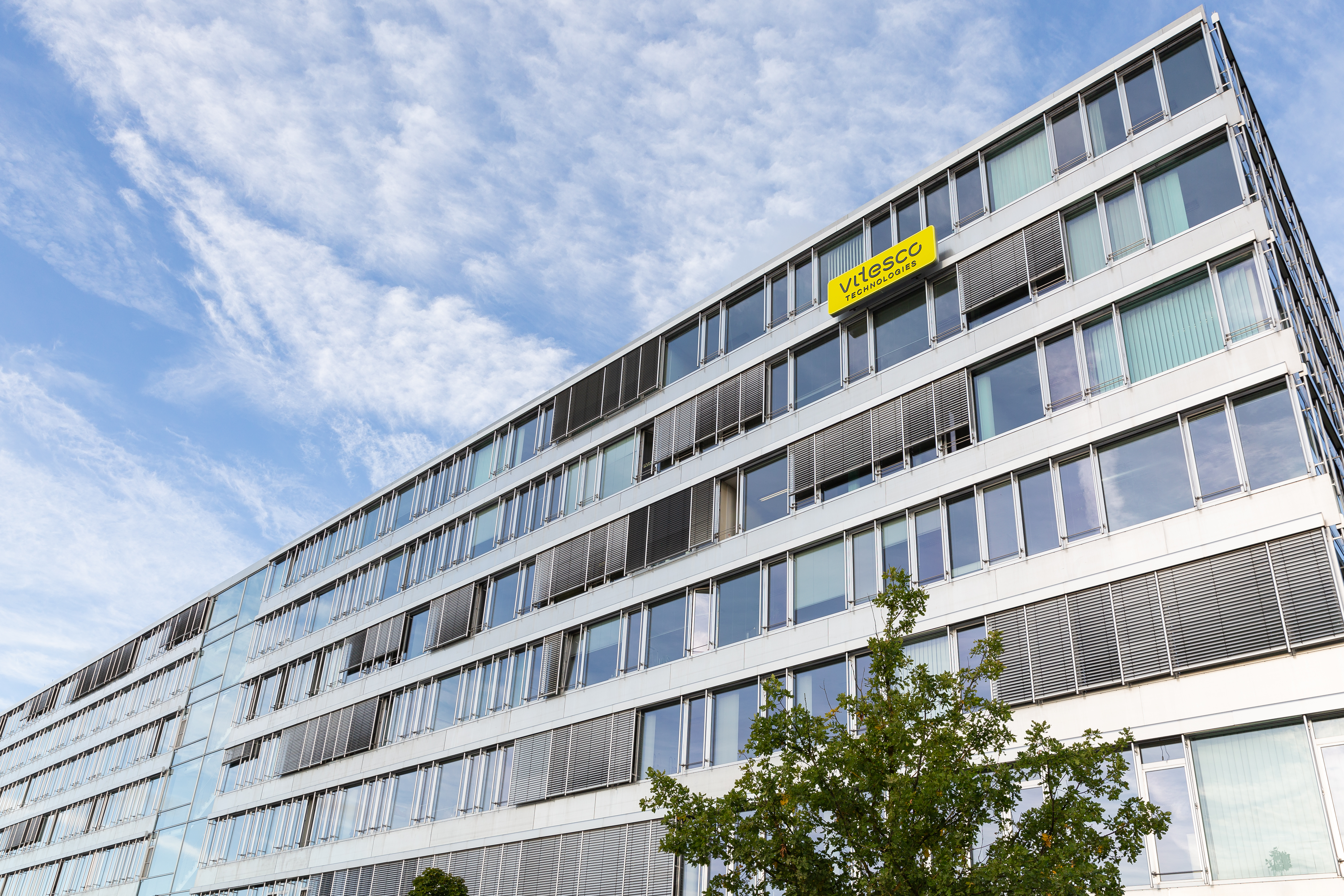
Standort Vitesco Technologies

Im Januar 2019 wurde die Antriebssparte des Continental-Konzerns unter dem Namen Continental Powertrain in einer Tochtergesellschaft zusammengefasst. Im Oktober 2019 wurde die Änderung des Markennamens Continental Powertrain zu Vitesco Technologies angekündigt. Der neue Markenname ist abgeleitet von dem lateinischen Wort „Vita“ (Leben).
Auf der Hauptversammlung der Continental AG am 29. April 2021 stimmten die Aktionäre der Abspaltung von Vitesco Technologies zu. Am 16. September 2021 wurde die Vitesco Technologies Group AG durch ein Spin-Off von der Continental AG abgespalten und die Aktien an der Börse handelbar.
Im April 2024 stimmten die Aktionäre der Vitesco Technologies Group AG und der Schaeffler AG einer Fusion zu, die am 1. Oktober 2024 vollzogen wurde. Das Unternehmen ging vollständig in die Schaeffler AG auf.

## Unternehmensstruktur
Vitesco Technologies wurde laut Unternehmensangaben gegründet, um eigenständiger und flexibler unternehmerisch handeln zu können. Es gab zwei Geschäftseinheiten, die wirtschaftlich eigenverantwortlich operieren: „Electrification Solutions“ und „Powertrain Solutions“.
An rund 50 Standorten weltweit beschäftigte Vitesco Technologies rund 35.500 Mitarbeiter.

## Aktionärsstruktur
Mit Stand September 2022 stellt sich die Aktionärsstruktur wie folgt dar: Die Familie Schaeffler (unter anderem Georg Friedrich Wilhelm Schaeffler und Maria-Elisabeth Schaeffler) hält über die IHO Verwaltungs GmbH (39,94 %) und die IHO Beteiligungs GmbH (10 %) knapp die Hälfte der Anteile, Ninety One plc (London/Kapstadt, ehemalige Investec Asset Management) 4,82 %, die ASW Stiftung (Graz, Stifter: Siegfried Wolf und ASW Wolf KG) 5 % und Sonstige 40,24 %.

### Übernahmeangebot
Am 9. Oktober 2023 gab die Schaeffler AG ein Übernahmeangebot von 91 Euro je ausstehender Aktie der Vitesco Technologies AG ab. Die Familie Schaeffler hat zugesagt, ihre Aktien des Unternehmens Vitesco Technologies an die Schaeffler AG zu verkaufen. Am 27. November 2023 hat Schaeffler das Angebot auf 94 Euro je Aktie erhöht. Ende Februar 2024 waren 88,81 % der Aktien im Besitz der IHO Holding (Beteiligungsholding der Schaeffler-Gruppe) und Schaeffler AG.